# Cefalonia (poemetto)
Cefalonia 1943-2001 è un poemetto dialogato in versi sciolti, scritto da Luigi Ballerini dal 2001 al 2003 in seguito a una riflessione sull’eccidio dei soldati italiani della Divisione Acqui, perpetrato dai soldati tedeschi della Wehrmacht, sull’isola greca di Cefalonia e avvenuto nei giorni successivi all’armistizio stipulato tra l’Italia e gli angloamericani il 3 settembre 1943, poi divulgato l'8 settembre 1943.
Viene pubblicato per la prima volta da Mondadori nella collana dello Specchio nel 2005 e, in occasione dell'anniversario della tragedia, ha avuto una seconda edizione nel 2013 per la Marsilio Editori.

## Trama
Il dialogo avviene tra due personaggi, Ettore B., soldato italiano ufficialmente caduto in combattimento il 17 settembre (ma forse fucilato), e Hans D., uomo d’affari tedesco. Il rapporto che lega i due personaggi ai fatti accaduti sull'isola è assai diverso: reale e finale quello di Ettore B., plausibilmente surrettizio quello di Hans D. La loro presenza acquista senso solo sul piano simbolico. Vittima diretta della guerra il primo, carnefice indiretto il secondo che non può tuttavia sottrarsi al sospetto che i carnefici, diretti o indiretti, non sono assolvibili neppure invocando il dovere dell’obbedienza e meno che mai la condizione dell’ignoranza.

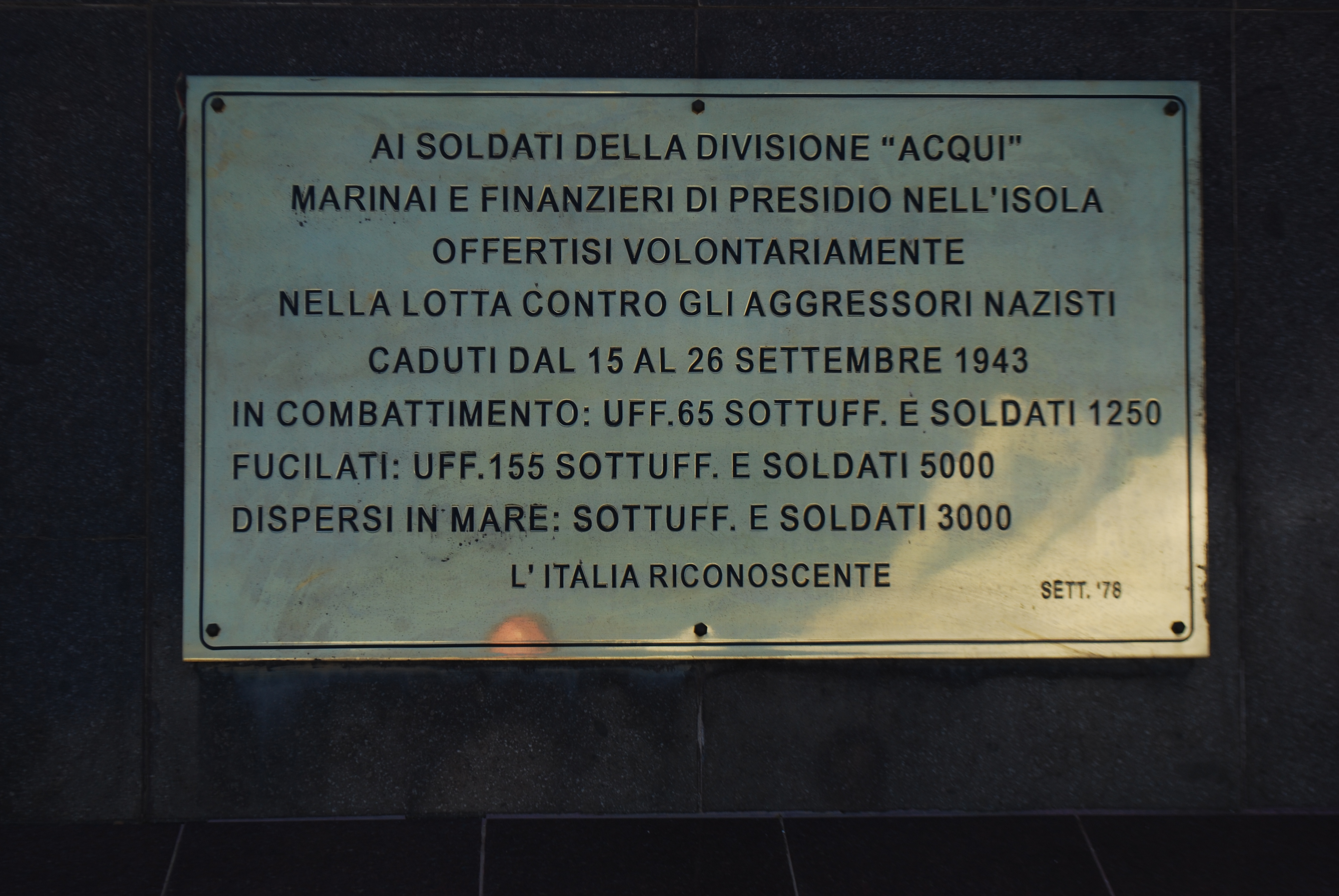
Targa commemorativa ai soldati della Divisione Acqui caduti a Cefalonia.

## Gli eventi storici a cui è ispirato
La sera dell’8 settembre 1943 il comandante della Divisione Acqui, il generale Antonio Gandin ricevette l’ordine di opporre resistenza a qualsiasi richiesta di disarmo pervenuta dagli ex alleati tedeschi. Questi ultimi, già presenti sull’isola e numericamente inferiori, erano certi di ricevere rinforzi e di poter contare sull’intervento dell’aviazione. Dettero il seguente ultimatum: continuare la lotta a fianco dei tedeschi, consegnare le armi pesanti (con promessa di rimpatrio), prepararsi a combattere.
Dopo numerose richieste di ordini precisi, alle quali il governo Badoglio non dette alcuna risposta, e dopo alcuni tentativi andati a vuoto di calmare il neo-nemico offrendogli di occupare posti chiave per il controllo dell’isola, come il passo di Kardakata, in mano italiana, fu scelta la terza opzione, voluta più dallo stato maggiore che dal comandante in capo. Falciati dagli stukas, 1250 soldati caddero in combattimento. Alla resa, fece seguito l’ordine che non si facessero prigionieri, emesso personalmente da Hitler il 18 settembre.
5000 soldati furono sommariamente passati per le armi: uno dei più violenti massacri di prigionieri di tutta la Seconda Guerra mondiale. Altri 3000 perirono in mare a causa dell’affondamento delle navi che li trasportavano in Germania.
Nel 2001 Carlo Azeglio Ciampi dichiarò ufficialmente che la tragedia di Cefalonia costituiva il primo episodio della Resistenza italiana contro le forze nazi-fasciste. Formulata una richiesta di scuse ufficiali da parte della Germania, Ballerini vide un'occasione persa dal Presidente che non segnalò la grave irresponsabilità degli alti comandi militari italiani che abbandonarono un’intera divisione di fanteria sotto i mitragliamenti aerei e decise di lavorare al poemetto.

## Freud e la verità storica
Ballerini suppone che sotto la verità materiale dei fatti si nasconda quella che in psicanalisi Freud definì la verità storica. Nel caso specifico di Cefalonia, si può cogliere tenendo presente il disprezzo che il soldato tedesco nutre nei confronti di quello italiano. Come già osservato da Marcello Venturi nel suo Bandiera bianca a Cefalonia, l’uniforme indossata dal soldato tedesco costituisce una garanzia di appartenenza in cui egli si sente pienamente realizzato, laddove quella indossata dal soldato italiano è vissuta come un peso, una camicia di forza che ufficiali e soldati non vedono l’ora di togliersi per riconquistare abiti civili.
Questa sostanziale differenza culturale trova nei combattimenti di Cefalonia il suo esito tragico: chi rinuncia ai valori del coraggio e della disciplina di cui l’uniforme è rappresentazione simbolica accetta di combattere, sapendo che sarà sconfitto, contro un nemico che quei valori ha invece accolto come un dovere necessario ed esaltante. Il commediante diventa più tragico dello stesso eroe tragico: uno scacco insopportabile che scatena una ferocia belluina.

## Genere, linguaggio e stile
Già sperimentato in Uno monta la luna (2001) con i monologhi a due voci in cui, doppiandosi, Heine dialoga con il personaggio del Doctor Faustus, e Greta Garbo con la figura di Mata Hari da lei interpretata sullo schermo, lo scambio tra Ettore B. e Hans D. si svolge all’insegna di una ricerca di senso che conduce, dopo un percorso intessuto di riflessioni filosofiche, allusioni letterarie, riferimenti storici e di aneddoti tratti dalla vita di tutti i giorni, al Coro finale in cui le motivazioni del torto e della ragione cedono il passo al tema del ritorno (neoepica) cui ogni essere umano aspira e che si dimostra per tutti impossibile.
Questa deriva del senso da un punto di partenza noto a un punto di arrivo inatteso è resa possibile da un uso spregiudicato del linguaggio che, attenuando la propria funzione referenziale e contestuale, mette in opera sintagmi sostenuti da una rete inedita di significanti.
Sarcastico in più occasioni sia il tono del discorso sia l’impianto narrativo, immaginato per far stridere i fatti tramite l’adozione di uno stile incongruo, contro ogni principio di compatibilità tra inventio ed elocutio come la radiocronaca di una partita di calcio che dura dal momento dell’eccidio fino al 2001 (anno della visita ufficiale di Ciampi). Qui, a contare come reti, sono gli abbandoni e i tradimenti subiti fino ad arrivare al trionfo dell’Italia con un 4 a 1.

## Traduzioni
Cefalonia 1943-2001 è stato tradotto in spagnolo e in inglese.
Prima di diventare una pubblicazione completa per Mondadori, il poemetto è stato pubblicato in inglese sui numeri dal 5 al 9 della rivista Or, pubblicazione dell'Otis College of Art & Design di Los Angeles e curata da Paul Vangelisti. La casa editrice Vaso Roto di Madrid ha pubblicato l'opera nel 2013 con la traduzione di Lino González Veiguela. Nel 2016 è uscito negli Stati Uniti con The Brooklyn Rail e la traduzione di Evgenia Matt.

## Edizioni
- Luigi Ballerini, Cefalonia, Mondadori, 2005, ISBN 9788804537786.
- Luigi Ballerini, Cefalonia 1943-2001, Marsilio, 2013, ISBN 9788831717274.